# Wyspy Świętego Tomasza i Książęca na Mistrzostwach Świata w Lekkoatletyce 2009
Wyspy Świętego Tomasza i Książęca na Mistrzostwach Świata w Lekkoatletyce 2009, reprezentowało 2 zawodników – 1 mężczyzna i 1 kobieta.

## Mężczyźni
| Konkurencja | Zawodnik                 | Kwal. | Kwal. | Półfinał      | Półfinał      | Finał         | Finał         |
| Konkurencja | Zawodnik                 | Wynik | Poz.  | Wynik         | Poz.          | Wynik         | Poz.          |
| ----------- | ------------------------ | ----- | ----- | ------------- | ------------- | ------------- | ------------- |
| 400 m       | Naiel Santiago D'Almedia | 49.47 | 46.   | Nie awansował | Nie awansował | Nie awansował | Nie awansował |

## Kobiety
| Konkurencja | Zawodniczka  | Kwal. | Kwal. | Ćwierćfinał    | Ćwierćfinał    | Półfinał       | Półfinał       | Finał          | Finał          |
| Konkurencja | Zawodniczka  | Wynik | Poz.  | Wynik          | Poz.           | Wynik          | Poz.           | Wynik          | Poz.           |
| ----------- | ------------ | ----- | ----- | -------------- | -------------- | -------------- | -------------- | -------------- | -------------- |
| 100 m       | Gloria Diogo | 11.78 | 37.   | Nie awansowała | Nie awansowała | Nie awansowała | Nie awansowała | Nie awansowała | Nie awansowała |